# Elektrische Leitung

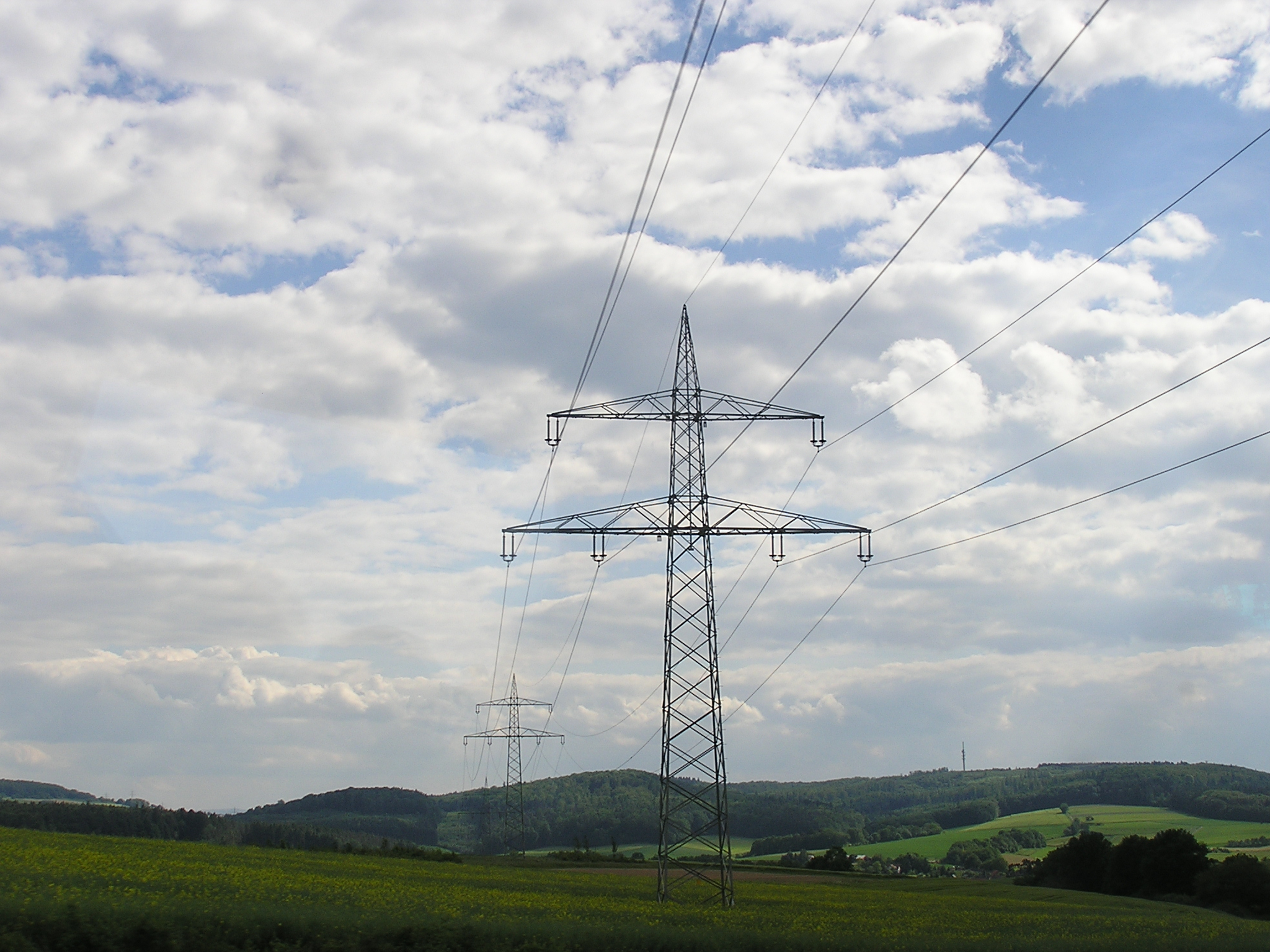
Freileitung

Eine elektrische Leitung (auch Stromleitung genannt) ist ein linienförmiger elektrischer Leiter zum Transport elektrischer Energie oder zur Signalübertragung in der leitungsgebundenen Nachrichten- und Hochfrequenztechnik. Leitungen sind Teil eines elektrischen Stromkreises oder Stromnetzes und verbinden Stromquelle und Verbraucher. Der Transport geschieht durch die Elektronen des Leiterstroms.
Die Transportverluste sind abhängig vom Spannungsabfall über die Länge der Leitung, der sich durch Leitungsmaterial mit hoher elektrischer Leitfähigkeit reduzieren lässt. Meist werden Metalle verwendet. Die Querschnittsfläche des Leiters richtet sich nach durchgeleitetem Strom und zulässiger Stromdichte. Insbesondere bei höheren Spannungen und Frequenzen richtet sich die Ausführung der Leitung nach den Erkenntnissen der Leitungstheorie.

## Grundlagen

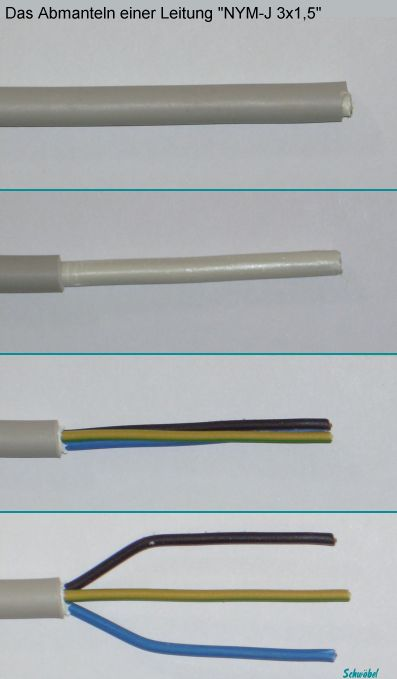
Aufbau einer Mantelleitung. Auf der zweiten Abbildung wurde der äußere Mantel entfernt. Zu sehen ist die weiche Kunststoffmasse, die als Füllstoff dient, um die drei einzelnen Adern an ihrer Position zu halten.

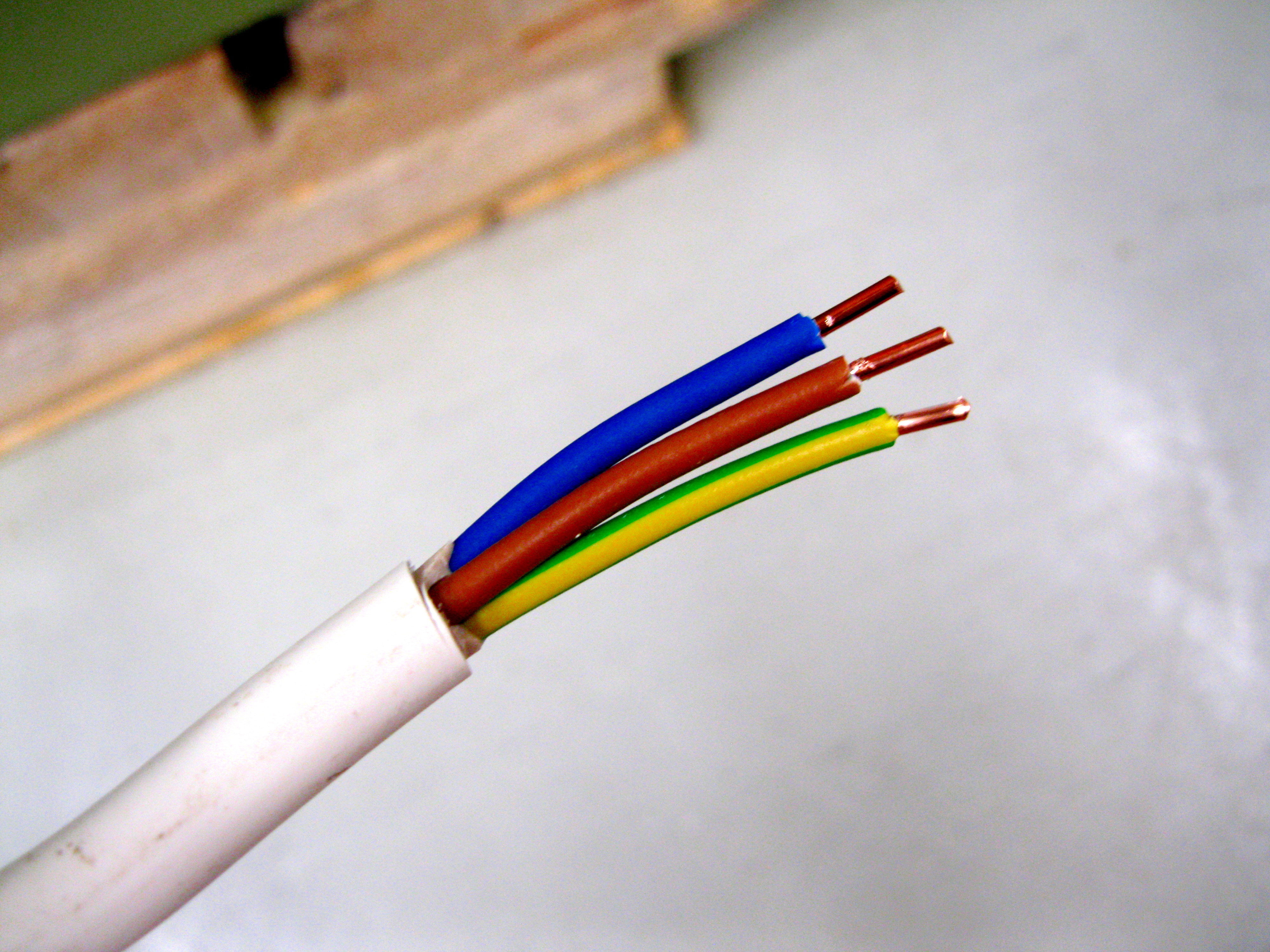
Nach dem Abmanteln (Bild oben) folgt das Abisolieren:
die leitenden Kupferdrähte werden sichtbar, (braun = Außenleiter)

Die Querschnittsfläche eines Leiters beeinflusst den Leitungswiderstand und die Erwärmung relativ zur Stromdichte.
Insbesondere bei höherfrequentem Wechselstrom werden die elektrischen Eigenschaften einer Leitung auch durch Leitungsbeläge und Wellenimpedanz beschrieben. Bei der Verlegung einer elektrischen Leitung sind auch der minimale Biegeradius und die maximale Zugfestigkeit zu beachten.
Elektrische Leitungen bestehen meist aus niederohmigen metallischen elektrischen Leitern, in der Regel in Form von Drähten, Litzen oder Bändern bzw. Schienen aus Kupfer, Aluminium, Silber (z. B. HF-Leitung) oder Stahl (z. B. Eisenbahnschienen) und gegebenenfalls deren isolierender Umhüllung.
Viele Leitungen bestehen aus mehreren gegeneinander isolierten Leitern.
Ein einzelner dieser Leiter wird dann auch als Ader bezeichnet. Von Ausnahmen wie etwa Freileitungen abgesehen, sind die Leiter (Adern) einer Leitung in der Regel von einem Isolierstoff umhüllt. Diese Isolation wird oft noch von einer zusätzlichen Hülle geschützt, die als Mantel bezeichnet wird, wenn sie eng anliegt.
Die Ausführung der Isolierung ist entscheidend für die temperatur- und Spannungsfestigkeit (Durchschlagfestigkeit) der Leitung.
Unter Kabeln versteht man isolierte elektrische Leiter bzw. Leitungen, die fest verlegt werden und deren äußere schützende Hülle wasserdicht und so robust ist, dass sie im Erdreich verlegt werden können.
Ortsveränderliche Betriebsmittel werden mit flexiblen Leitungen angeschlossen, die Litzen als Leiter enthalten.
Leitungen innerhalb elektrischer Bauelemente, Leiterplatten und integrierter Schaltkreise werden auch als Leiterbahn bezeichnet.
Leitungen unterscheiden sich allgemein nach Leiterart (ein- oder mehrdrähtige Adern, fein- oder feinstdrähtige Litzen), Adernzahl, Querschnittsfläche, Isolierstoff und Mantelwerkstoff. Siehe auch Typenkurzzeichen.
Leitungen für die feste Verlegung unterteilen sich in einadrige Verdrahtungsleitungen (Kunststoffaderleitungen, Schaltdrähte, Klingeldrähte, Stromschienen), Stegleitungen (flach nebeneinander liegende isolierte Leiter, untereinander verbunden durch einen Kunststoff- bzw. Gummi-Steg) und Mantelleitungen.
Die Adernisolation, wie auch der Mantelwerkstoff besteht häufig aus PVC oder Gummi (z. B. SBR, CR). Bei flexiblen Leitungen gibt es Zwillingsleitungen, Gummischlauchleitungen, Kunststoffschlauchleitungen und Silikon-Aderschnüre.
Ferner können Leitungen in Starkstromleitungen, Leitungen für Melde- und Signalanlagen, sowie Leitungen für Datennetze unterschieden werden.

## Anwendungen

### Elektrische Energieübertragung

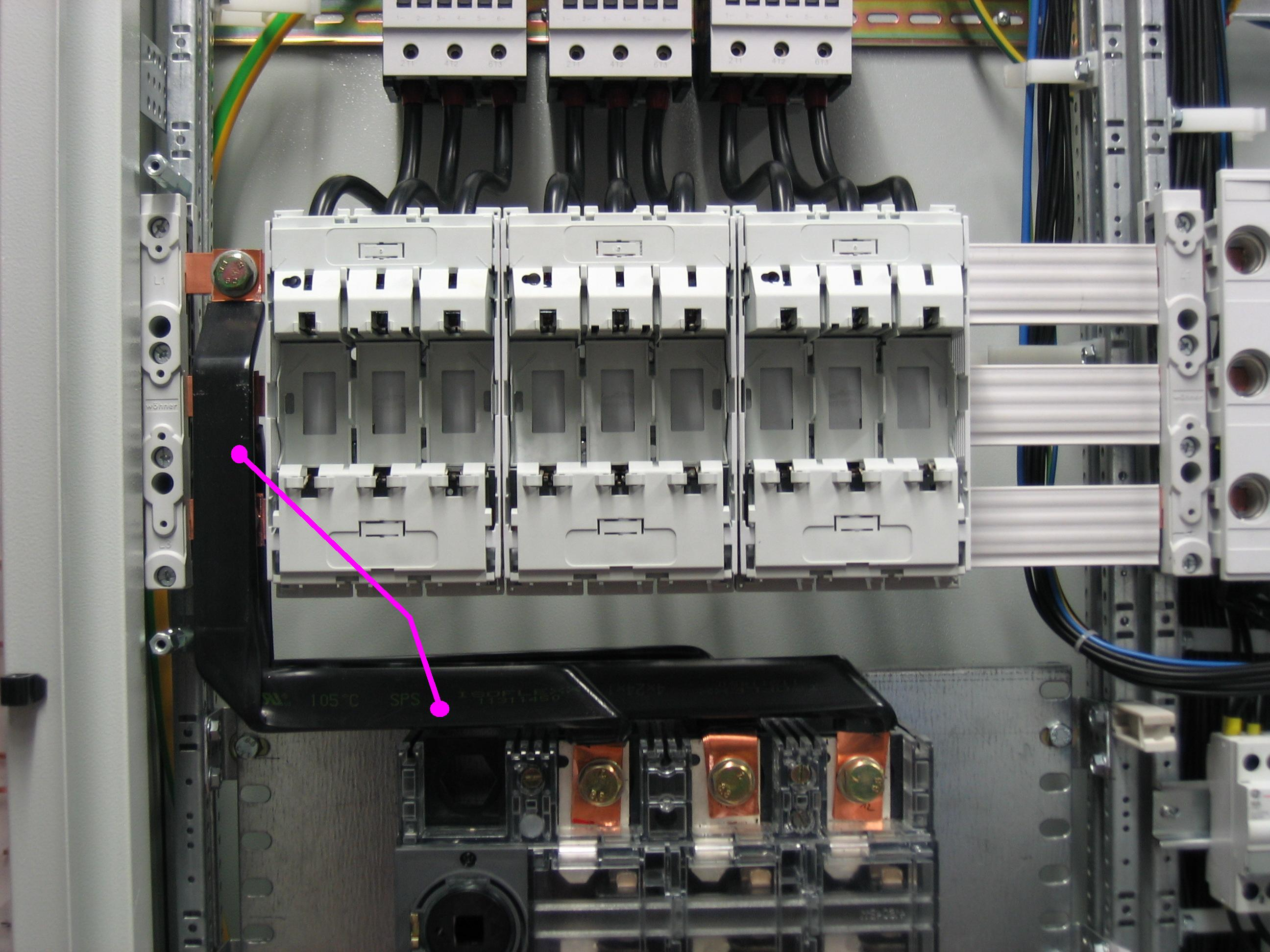
Lamellierte Stromschiene als Verbindung zwischen Leistungsschalter und dreiphasigem Stromschienensystem

Leitungen für die Übertragung speziell bei hoher elektrischer Leistung sind Hochspannungsleitungen in Form von Freileitungen oder Kabeln. Bei Freileitungen werden die Leiter auch als Seil (Leiterseil, Erdseil) bezeichnet und mittels spezieller Aufhängungen an Isolatoren befestigt. Oberleitungen sind Freileitungen zur Versorgung elektrischer Fahrzeuge über einen Stromabnehmer. Als technische Ausführung von Hochspannungsleitungen kommen meist Drehstromleitungen zur Anwendung. Als Alternative gibt es Gleichstrom-Fernleitungen und Leitungen für Einphasenwechselstrom, letztere insbesondere für Niederspannungs- und für Bahnstromleitungen. Es sind auch Hybridleitungen zur kombinierten Übertragung üblich.
Zur Stromversorgung von ortsfesten Verbrauchern hoher elektrischer Leistung bei niedriger Spannung (z. B. Elektrolyse) werden Stromschienen eingesetzt. Sie können große Stromstärken führen (Richtwert für Dauerstrom 100–3000 A, bei Gleichstrom bis > 10 kA) und werden mit rechteckigem Querschnitt 12 mm × 2 mm bis 200 mm × 10 mm hergestellt, seltener mit kreisförmigem Querschnitt. Angesichts des Problems der Abführung der Stromwärme sind die Schienen nicht isoliert. Flexible Leitungen für härtere Einsatzbedingungen sind Strombänder.
Eine weitere Bedeutung hat der Begriff Stromschiene zur Stromversorgung von elektrisch getriebenen Schienenfahrzeugen und anderen beweglichen Stromverbrauchern alternativ zur Oberleitung.
Eine spezielle Form der elektrischen Leitung sind Schienenverteilersysteme nach DIN EN61439-6: Für Strombereiche von wenigen Ampere bis zu einigen Kilo-Ampere kann elektrische Energie übertragen und verteilt werden. Als Leiterwerkstoffe werden in der Regel Kupfer- oder Aluminium-Flachschienen eingesetzt, welche durch Luft und / oder Feststoffe aus Kunststoff gegeneinander isoliert sind. Um Energie dezentral von Schienenverteilersystemen abzugreifen, werden Abgangskästen auf das System gesteckt, welche über interne Schutzkomponenten (z. B. Leistungsschalter oder Sicherungselemente) an externe Verbraucher angeschlossen werden können.
Die verlustlose Energieübertragung mit Supraleitungskabel ist noch in der Erprobung. Das weltweit längste Kabel von ca. 1 km Länge wird im Jahr 2013 in der Innenstadt von Essen verlegt. Seine Stromdichte kann gegenüber Kupfer hundertfach größer sein; die Stromstärke kann gegenüber vergleichbaren Kupferkabeln fünffach größer sein.

### Signalübertragung

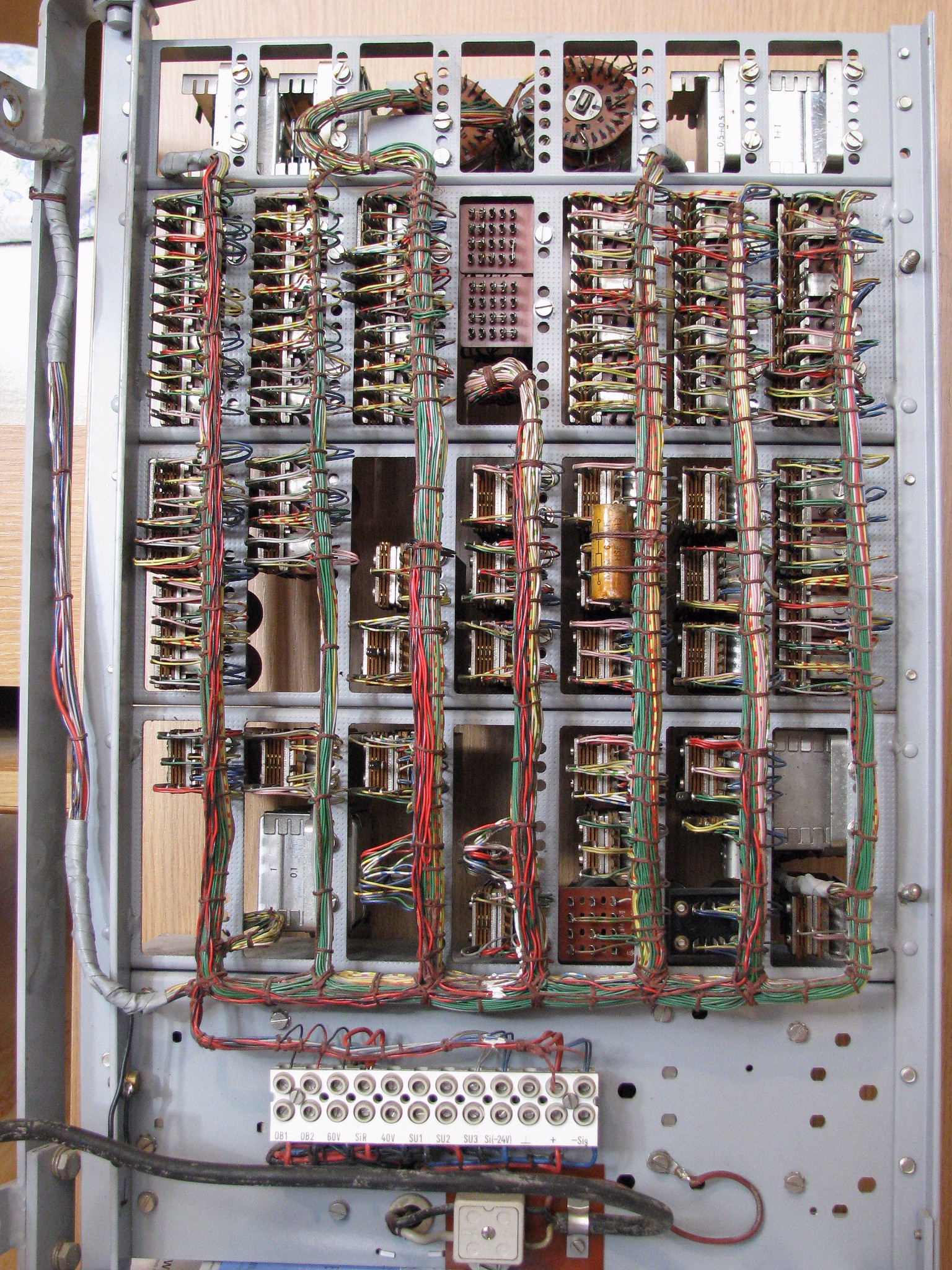
Zu einem Kabelbaum gebündelte elektrische Leitungen in Form von Schaltdrähten in einer historischen Telefonanlage

In der Kommunikationstechnik steht der Begriff Leitung noch allgemeiner für einen Signalübertragungsweg, der unter Umständen gar nicht aus einem elektrischen Leiter im eigentlichen Sinne zu bestehen braucht. Ein typisches Beispiel für eine Leitung zur Signalübertragung ist die Teilnehmeranschlussleitung, die sich physisch meist innerhalb von Telefonkabeln befindet. Eine nicht nur modellhafte elektrische Leitung ist dagegen beispielsweise das Telefonanschlusskabel oder ein Netzwerkkabel.

### Hochfrequenzleitungen
Leitungen und Kabel für hohen Frequenzen haben eingeschränkte Aufbauvarianten. Gründe sind der Skineffekt und die Vermeidung der Abstrahlung elektromagnetischer Wellen. Beispiele sind Koaxialkabel, Bandleitungen, Hochfrequenzlitze, Schlitzkabel, sowie Hohlleiter und andere Wellenleiter. Im Regelfall dürfen keine beliebigen Abschlusswiderstände verwendet werden und die Kabelimpedanz muss konstant sein, um mit Fehlanpassung verbundene Reflexionen zu vermeiden. Dementsprechend wird meist Leistungsanpassung gewählt.

## Typenkurzzeichen
- siehe Typenkurzzeichen von Leitungen